# 2118 Flagstaff
För andra betydelser, se Flagstaff (olika betydelser).
2118 Flagstaff eller 1978 PB är en asteroid i huvudbältet som upptäcktes den 5 augusti 1978 av den amerikanske astronomen Henry L. Giclas vid Lowell-observatoriet. Den är uppkallad efter staden Flagstaff.
Asteroiden har en diameter på ungefär 11 kilometer.